# 1988년 토론토 국제 영화제
제13회 토론토 국제 영화제는 1988년 9월 8일에 열린 시상식이다.

## 수상 및 후보

### 관객상
- 신경쇠약 직전의 여자 - 페드로알모도바르 수상

### FIPRESCI-상
- 디스턴트 보이스 스틸 리브스 - 테렌스 데이비스 수상